# Andrey Mizourov
Andreï Anatolievitch Mizourov - en russe : Андрей Анатольевич Мизуров et en anglais : Andrey Mizurov - né le 16 mars 1973 à Karaganda, est un coureur cycliste kazakh. Il a notamment remporté la première édition de l'UCI Asia Tour.

## Palmarès
- 1991
  - Giro della Lunigiana

- 1992
  - 3e du New Zealand Post Tour

- 1994
  - 2e du Tour de Taïwan

- 1995
  -  Champion d'Asie du contre-la-montre
  - 3e du Cape Town Cycle Tour

- 1997
  - Classement général du Tour de Croatie
  - Classement général du Tour d'Azerbaïdjan

- 1998
  - 1re étape du Tour de la Creuse
  - 2e du Grand Prix de Cours-la-Ville

- 1999
  -  Champion d'Asie du contre-la-montre
  - 2e du Rapport Toer

- 2000
  - 2e du championnat du Kazakhstan sur route
  - 3e du championnat du Kazakhstan du contre-la-montre

- 2001
  -  Champion du Kazakhstan sur route

- 2002
  -  Champion du Kazakhstan du contre-la-montre

- 2004
  -  Champion du Kazakhstan sur route
  - 7e étape du Tour du lac Qinghai
  - 2e du championnat du Kazakhstan du contre-la-montre

- 2005
  - UCI Asia Tour
  - Vuelta a la Independencia Nacional :
    - Classement général
    - 7ea étape (contre-la-montre)

  - 4e étape du Tour du Japon (contre-la-montre)
  - Grand Prix Jamp
  - Tour de Chine :
    - Classement général
    - 1re étape (contre-la-montre)

  - 2e du Tour du Japon
  - 2e du championnat du Kazakhstan sur route

- 2006
  -  Champion d'Asie du contre-la-montre
  -  Médaillé d'or du contre-la-montre par équipes aux Jeux asiatiques
  - 2e étape du Tour de Bretagne
  - 2ea, 2eb (contre-la-montre) et 9eb (contre-la-montre) étapes du Tour de Guadeloupe
  -  Médaillé de bronze du contre-la-montre aux Jeux asiatiques
  - 3e du Tour du Japon
  - 3e du Tour de la Guadeloupe

- 2007
  - 2e du championnat du Kazakhstan sur route
  - 3e du championnat du Kazakhstan du contre-la-montre
  - 8e du championnat du monde du contre-la-montre

- 2008
  -  Champion du Kazakhstan du contre-la-montre

- 2009
  -  Champion du Kazakhstan du contre-la-montre
  - Tour du lac Qinghai :
    - Classement général
    - Prologue

  - Tour de Java oriental :
    - Classement général
    - 2e étape

  - 1re étape du Tour d'Indonésie (contre-la-montre par équipes)
  - 2e du President Tour of Iran
  -  Médaillé d'argent au championnat d'Asie du contre-la-montre
  - 2e de l'UCI Asia Tour
  - 3e du Tour d'Indonésie

- 2010
  -  Champion d'Asie du contre-la-montre
  -  Champion du Kazakhstan du contre-la-montre
  - 3e étape du Tour d'Azerbaïdjan
  - Classement général du Tour de Kumano
  - 2e du Tour du Japon

- 2011
  -  Champion du Kazakhstan sur route
  - 2e du championnat du Kazakhstan du contre-la-montre

- 2013
  -  Champion du Kazakhstan du contre-la-montre
  -  Médaillé d'argent au championnat d'Asie du contre-la-montre
  -  Médaillé de bronze au championnat d'Asie sur route
  - 3e du Tour du Maroc

## Résultats sur les grands tours

### Tour d'Italie
3 participations
- 2002 : 37e
- 2007 : 21e
- 2008 : 66e

### Tour d'Espagne
1 participation
- 2011 : 59e

## Classements mondiaux
| Année            | 2005 | 2006 | 2007 | 2008 | 2009 | 2010 | 2011 | 2012 | 2013 | 2014 |
| ---------------- | ---- | ---- | ---- | ---- | ---- | ---- | ---- | ---- | ---- | ---- |
| UCI Africa Tour  |      |      |      |      |      |      |      |      | 77e  |      |
| UCI America Tour |      |      |      |      |      | 112e |      |      |      |      |
| UCI Asia Tour    | 1er  | 51e  |      |      | 2e   | 9e   |      | 215e | 17e  | 184e |